# Helme

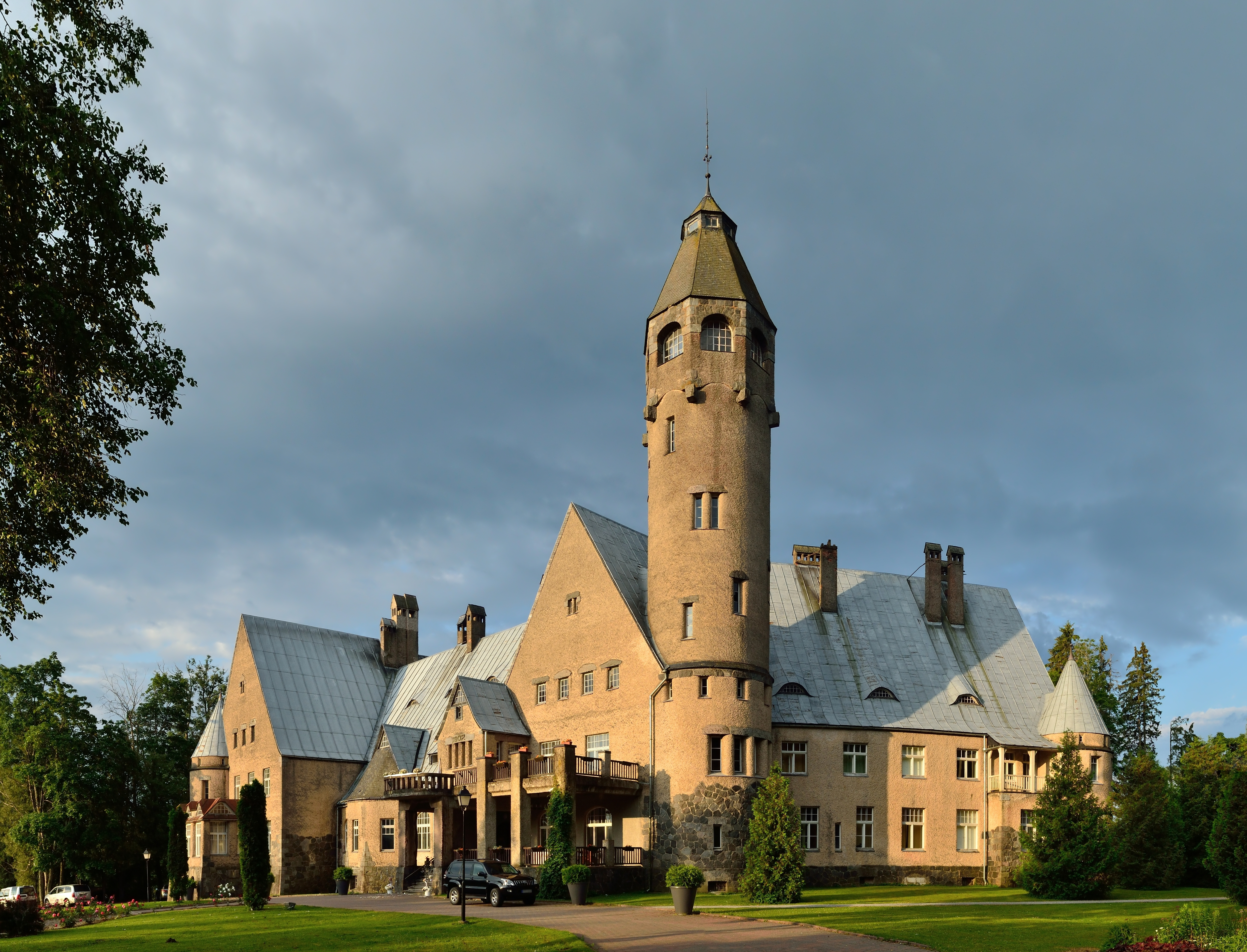

Helme (em estoniano:  Helme vald) é um município rural estoniano localizado na região de Valgamaa.